# Riederich
Riederich är en kommun (tyska Gemeinde) i Landkreis Reutlingen i delstaten Baden-Württemberg i Tyskland. Folkmängden uppgår till cirka 4 300 invånare, på en yta av 4,64 kvadratkilometer.
Kommunen ingår i kommunalförbundet Metzingen tillsammans med staden Metzingen kommunen Grafenberg.

## Befolkningsutveckling
| Befolkningsutvecklingen i Riederich 1975–2015 | Befolkningsutvecklingen i Riederich 1975–2015 | Befolkningsutvecklingen i Riederich 1975–2015 | Befolkningsutvecklingen i Riederich 1975–2015 | Befolkningsutvecklingen i Riederich 1975–2015 |
| --------------------------------------------- | --------------------------------------------- | --------------------------------------------- | --------------------------------------------- | --------------------------------------------- |
|                                               |                                               |                                               |                                               |                                               |
| År                                            |                                               |                                               | Folkmängd                                     | Areal (ha)                                    |
| 1975                                          | 1975                                          |                                               | 3 143                                         | 461                                           |
| 1980                                          | 1980                                          |                                               | 3 572                                         |                                               |
| 1985                                          | 1985                                          |                                               | 3 914                                         |                                               |
| 1990                                          | 1990                                          |                                               | 4 227                                         |                                               |
| 1995                                          | 1995                                          |                                               | 4 294                                         |                                               |
| 2000                                          | 2000                                          |                                               | 4 285                                         |                                               |
| 2005                                          | 2005                                          |                                               | 4 319                                         | 464                                           |
| 2010                                          | 2010                                          |                                               | 4 243                                         |                                               |
| 2015                                          | 2015                                          |                                               | 4 376                                         |                                               |
|                                               |                                               |                                               |                                               |                                               |